# Aimarás (província)
Aimarás (em castelhano:  Aymaraes; em quíchua:  Aymara) é uma província do Peru localizada na região de Apurímac. Sua capital é a cidade de Chalhuanca.

## Distritos da província
- Capaya
- Caraybamba
- Chalhuanca
- Chapimarca
- Colcabamba
- Cotaruse
- Huayllo
- Justo Apu Sahuaraura
- Lucre
- Pocohuanca
- San Juan De Chacña
- Sañayca
- Soraya
- Tapairihua
- Tintay
- Toraya
- Yanaca